# Nové Boříkovy lapálie
Nové Boříkovy lapálie  je kniha pro děti od Vojtěcha Steklače. Je jednou ze série knih, které vyprávějí o partě kluků z pražských Holešovic. Kniha vyšla v roce 2002.

## Příběh
Kniha vypráví především o podivínském vynálezci, strýci Chrobákovi, který se po několika neúspěšných vynálezech octne bez práce, a tak chce od Boříka a jeho kamarádů Čendy, Mirka a Aleše, aby mu pomohli nějak vydělat peníze. Kluci nejprve prodávají jeho „hašle“ proti kašli. Boříkovi za ně na jednom tenisovém kurtu v Troji dávají 5000 korun za sáček, protože se domnívají, že jde o nějaká anabolika. Brzy se ovšem o byznys začne zajímat policie, takže kluci této činnosti zanechají. Poté jim Chrobák navrhne, že by mohli zkusit žebrat. Bořík i ostatní kluci se o to pokoušejí, postávají před několika pražskými hospodami a poznají přitom celkem zajímavé lidi. Například Bořík se spřátelí s barmanem jménem Sony. 
Kromě toho Bořík začne chodit s nově přistěhovanou dívkou Květou, které přezdívá Rusalka. V příběhu se objevuje i teta Hermína, která s Boříkovou mámou organizuje svaz žen, zatímco sestřenice Julie se rozhodne živit jako kadeřnice pro skinheady, pročež se ostříhá dohola, což posléze – na máminu radu – učiní i teta Hermína. Příběh zůstává neukončený. 
Kniha vyšla také jako součást souboru Velké Boříkovy lapálie (2005).